# قائمة مشاريع النقل العملاقة
هذه قائمة المشاريع العملاقة الخاصة بقطاع النقل. يرجى الحرص على مقارنة تكلفة المشاريع في أوقات مختلفة - حتى لو كانت متباعدة ببضع سنوات - نظراً للتضخم؛ فمقارنة التكاليف الاسمية دون أخذ ذلك في الاعتبار قد يكون مضللاً للغاية، مع ملاحظة أن القيم المحسوبة للتضخم هي الحالية اعتباراً من 2023.
يذكر دليل أكسفورد لإدارة المشاريع الضخمة في 2017، أن «المشاريع العملاقة هي مشاريع ضخمة ومعقدة تُكلف عادةً مليار دولار أو أكثر، وتستغرق سنوات عديدة للتطوير والبناء، وتشرك العديد من أصحاب المصلحة من القطاعين العام والخاص، وهي تحويلية، وتؤثر على ملايين الأشخاص».

## المشاريع المكتملة
| المشروع                                                              | الوصف                                       | الدولة                              | الموقع                                                                                               | التكلفة التقديرية (بالمليارات من الدولارات الأمريكية) عند أو بالقرب من وقت الانتهاء | التكلفة التقديرية (بالمليارات من الدولارات الأمريكية)، معدلة وفقاً للتضخم | بداية العمل                                      | سنة الإنتهاء                                                        | الصورة | ملاحظات |
| -------------------------------------------------------------------- | ------------------------------------------- | ----------------------------------- | --- | ----------------------------------------------------------------------------------- | ------------------------------------------------------------------------ | ------------------------------------------------ | ------------------------------------------------------------------- | --- | --- |
| توكايدو شينكانسن                                                     | سكة حديدية فائقة السرعة                     | اليابان                             | حزام تايهيو                                                                                          | 1.06                                                                                | 7.96                                                                     | 1959                                             | 1964                                                                | Map of Tokaidō Shinkansen, with the Tokaidō Shinkansen route shown in orange and stops labeled                                                                                   | القسم الأصلي من خط شينكانسن الأول |
| جسر جنق قلعة 1915                                                    | جسر (طريق)                                  | تركيا                               | جنق قلعة                                                                                             | 4                                                                                   | 4.44                                                                     | 2017                                             | 2022                                                                | | يمتد عبر قارتين. |
| شا تن إلي الحلقة المركزية                                            | نظام نقل سريع                               | هونغ كونغ                           | هونغ كونغ، من تاي واي، الأقاليم الجديدة إلى محطة الأميرالية، جزيرة هونغ كونغ                         | 11.6                                                                                | 13                                                                       | 2012                                             | 2022                                                                | | 90.7 مليار دولار هونغ كونغ |
| نفق لا لينيا                                                         | نفق (طريق)                                  | كولومبيا                            | كورديليرا الوسطى                                                                                     | 0.27                                                                                | 0.31                                                                     | 2009                                             | 2020                                                                | Diagram showing cross-section of the tunnel through a mountain | |
| مشروع تيمز لينك                                                      | تطوير قطار الضواحي                          | المملكة المتحدة                     | جنوب شرق انجلترا                                                                                     | 8.97                                                                                | 10.4                                                                     | 2009                                             | 2020                                                                | Construction occurring at the Blackfriars Underground station work site during the Thameslink Programme rebuilding, as seen from platform 5 of the Blackfriars mainline station. | (7 مليارات جنيه إسترليني) |
| نفق الطريق السريع 99                                                 | نفق (طريق)                                  | الولايات المتحدة                    | سياتل                                                                                                | 3.3                                                                                 | 3.9                                                                      | 2013                                             | 2019                                                                | | |
| خط مترو سانتياغو الثالث، المرحلة الأولى وتمديدها حتى 2023.           | نظام نقل سريع                               | تشيلي                               | سانتياغو                                                                                             | 2.17                                                                                | 2.41                                                                     | 2012                                             | 2023                                                                | | التكلفة المجمعة للخط الأولي والتمديد. |
| خط مترو سانتياغو السادس                                              | نظام نقل سريع                               | تشيلي                               | سانتياغو                                                                                             | 1.26                                                                                | 1.54                                                                     | 2014                                             | 2017                                                                | Map of Line 6. Runs east and then north around outskirts of central Santiago | |
| جسر القرم                                                            | جسر (طريق/سكة حديدية)                       |                                     | روسيا (إحدى نهايتيه مُعترف بها دولياً على أنه ملك لأوكرانيا، لكنه يخضع لسيطرة روسيا بحكم الأمر الواقع) | 3.7                                                                                 | 4.4                                                                      | 2015                                             | 2019                                                                | | |
| جسر هونغ كونغ تشوهاي ماكاو                                           | جسر-نفق                                     | الصين                               | هونغ كونغ، الصين زوهاي، و ماكاو                                                                      | 19.2                                                                                | 23                                                                       | 2009                                             | 2018                                                                | | 127 مليار ين |
| جسر تابان زي الجديد                                                  | جسر (طريق)                                  | الولايات المتحدة                    | من ساوث ناياك إلى تاريتاون، نيويورك                                                                  | 3.98                                                                                | 4.76                                                                     | 2013                                             | 2018                                                                | | |
| سكة حديد القدس - غانوت                                               | سكة حديدية                                  | إسرائيل                             | القدس، إسرائيل                                                                                       | 2.5-1.9                                                                             | 3-2.3                                                                    | 2001                                             | 2004 (المرحلة الأولى) 2007 (المرحلة الثانية) 2018 (المرحلة الثالثة) | | 9-7 مليار شيكل جديد |
| قطار أبوجا الخفيف (المرحلة الأولى تقترب من الانتهاء)                 | قطار خفيف                                   | نيجيريا                             | أبوجا                                                                                                | 2.7                                                                                 | 3.2                                                                      | 2007                                             | 2018                                                                | Abuja Rail Mass Transit | |
| خط الشمال/الجنوب                                                     | خط نقل سريع                                 | هولندا                              | أمستردام                                                                                             | 4.32                                                                                | 5.96                                                                     | 2002                                             | 2018                                                                | 2011-05-12 Startschacht Damrak | (3.1 مليار يورو) |
| خط كاجانغ بوادي كلانغ                                                | نقل سريع                                    | ماليزيا                             | كوالالمبور                                                                                           | 11.7                                                                                | 15.4                                                                     | 2012                                             | 2017                                                                | MRT SBK Semantan station2 | (36 مليار رينغيت ماليزي) |
| إيونيا أودوس                                                         | طريق سريع                                   | اليونان                             | غرب اليونان                                                                                          | 1.8                                                                                 | 2.3                                                                      | 2007                                             | 2017                                                                | | (1.4 مليار يورو) |
| أوتويول 5                                                            | طريق سريع                                   | تركيا                               | إسطنبول - إزمير                                                                                      | 7                                                                                   | 8.2                                                                      | 2013                                             | 2019                                                                | | بما في ذلك جسر عثمان غازي، ثامن أطول جسر معلق في العالم. |
| مشاريع النقل الموحدة الألمانية                                       | مشروع نقل لتحقيق الوحدة الألمانية           | ألمانيا                             | ألمانيا                                                                                              | 42                                                                                  | 51.4                                                                     | 1991                                             | 2016 – استمر التوسع حتى 2020                                        | Karte Verkehrsprojekte Deutsche Einheit | |
| إيه في إي - شبكة السكك الحديدية فائقة السرعة في إسبانيا              | سكة حديدية فائقة السرعة                     | إسبانيا                             | إسبانيا                                                                                              | 44                                                                                  | 55.8                                                                     | 1992                                             | 2016 - مع استمرار التوسع                                            | | 40 مليار يورو |
| جسر السلطان سليم الأول                                               | جسر (سكة حديدية/طريق)                       | تركيا                               | إسطنبول                                                                                              | 2                                                                                   | 2.6                                                                      | 2013                                             | 2016                                                                | | خامس أطول جسر في العالم من أي نوع. |
| جسر إيفرغرين بوينت العائم                                            | جسر (طريق)                                  | الولايات المتحدة                    | سياتل ومدينا (واشنطن)                                                                                | 4.56                                                                                | 5.68                                                                     | 2012                                             | 2016                                                                | | |
| نفق أوراسيا                                                          | نفق (طريق، تحت البحر)                       | تركيا                               | إسطنبول                                                                                              | 1.3                                                                                 | 1.6                                                                      | 2011                                             | 2016                                                                | | يمتد عبر قارتين. |
| نفق قاعدة غوتارد                                                     | نفق (طريق)                                  | سويسرا                              | الألب السويسرية                                                                                      | 9.7                                                                                 | 12.1                                                                     | 1999                                             | 2016                                                                | | (9.56 مليار فرنك سويسري) |
| مركز النقل في مركز التجارة العالمي                                   | مركز عبور وبيع بالتجزئة                     | الولايات المتحدة                    | نيويورك                                                                                              | 3.9                                                                                 | 4.9                                                                      | 2006                                             | 2016                                                                | | |
| مجمع أنفاق بلانكا                                                    | نفق (طريق)                                  | جمهورية التشيك                      | براغ                                                                                                 | 1.75                                                                                | 2.2                                                                      | 2006                                             | 2015                                                                | | 43 مليار كرونة تشيكية |
| طريق وسكة حديد أدلر-كراسنايا بوليانا                                 | طريق سيار وسكة حديدية                       | روسيا                               | روسيا                                                                                                | 9.4                                                                                 | 11.9                                                                     | 2010                                             | 2014                                                                | | |
| الخط الرابع لمترو بودابست                                            | خط نقل سريع                                 | المجر                               | بودابست                                                                                              | 1.95                                                                                | 2.52                                                                     | 2004                                             | 2014                                                                | | (452.5 مليار فورنت مجري) |
| طريق مارينا الساحلي السريع                                           | طريق سريع                                   | سنغافورة                            | سنغافورة                                                                                             | 3.4                                                                                 | 4.4                                                                      | 2008                                             | 2013                                                                | | (4.3 مليار دولار سنغافوري) |
| نفق مرمرة                                                            | نفق (خط سكة حديدية، تحت البحر)              | تركيا                               | إسطنبول                                                                                              | 4.5                                                                                 | 5                                                                        | 2004                                             | 2008(المرحلة 1) 2013(المرحلة 2)                                     | | أعمق نفق أنبوبي مغمور في العالم. |
| استبدال الجزء الشرقي من جسر خليج سان فرانسيسكو-أوكلاند               | جسر (طريق)                                  | الولايات المتحدة                    | منطقة خليج سان فرانسيسكو                                                                             | 6.5                                                                                 | 8.4                                                                      | 2002                                             | 2013                                                                | | |
| جسر روسكي                                                            | جسر (طريق)                                  | روسيا                               | فلاديفوستوك (شبه جزيرة مورافيوف-أمورسكي) وجزيرة روسكي                                                | 1.1                                                                                 | 1.4                                                                      | 2008                                             | 2012                                                                | | |
| طريق دورانغو-مازاتلان السريع وجسر بالوارتي                           | طريق سريع وطريق جسر                         | المكسيك                             | دورانغو – سينالوا                                                                                    | 1.46                                                                                | 1.9                                                                      | 2008                                             | 2012                                                                | | |
| جسر هايوان كوينغداو                                                  | جسر (طريق)                                  | الصين                               | شاندونغ                                                                                              | 1.5                                                                                 | 2                                                                        | 2007                                             | 2011                                                                | | |
| خط سكة حديد بكين-شانغهاي                                             | سكة حديدية فائقة السرعة                     | الصين                               | شرق الصين (من بكين إلى شانغهاي، عبر تيانجين ونانجينغ)                                                | 33.1                                                                                | 44.2                                                                     | 2008                                             | 2011                                                                | | (220.9 مليار رنمينبي) |
| نفق كليم جونز                                                        | نفق (طريق)                                  | أستراليا                            | بريزبان                                                                                              | 3.3                                                                                 | 4.4                                                                      | 2006                                             | 2010                                                                | | (3.2 مليار دولار أسترالي) |
| سي بي دي والقطار الخفيف في الجنوب الشرقي                             | قطار خفيف                                   | أستراليا                            | سيدني                                                                                                | 2.3                                                                                 | 2.6                                                                      | 2015                                             | 2019                                                                | | (3.1 مليار دولار أسترالي) |
| خط السكة الحديدية فائق السرعة ووهان-قوانغتشو                         | سكة حديدية فائقة السرعة                     | الصين                               | الصين                                                                                                | 2.3                                                                                 | 2.6                                                                      | 2005                                             | 2009                                                                | | (116.6 مليار رنمينبي) |
| إغناتيا أودوس                                                        | طريق سيار                                   | اليونان                             | شمال اليونان                                                                                         | 8.4                                                                                 | 11.6                                                                     | 1994                                             | 2009                                                                | | (5.9 مليار يورو) |
| جسر إنتشون                                                           | جسر (طريق)                                  | كوريا الجنوبية                      | إنتشون                                                                                               | 2.12                                                                                | 2.9                                                                      | 2005                                             | 2009                                                                | | (2.45 تريليون وون؛ ذكر المصدر أن هذا يعادل 2.12 مليار دولار أمريكي) |
| ساوند ترانزيت (خط 1) (الجزء الأولي)                                  | قطار خفيف                                   | الولايات المتحدة                    | منطقة سياتل الحضرية                                                                                  | 2.9                                                                                 | 4                                                                        | 2003                                             | 2009                                                                | | |
| خط السكة الحديدية فائق السرعة بولونيا-فلورنسا                        | سكة حديدية فائقة السرعة                     | إيطاليا                             | إيطاليا                                                                                              | 7.8                                                                                 | 10.6                                                                     | 1996                                             | 2009                                                                | | (5.89 مليار يورو) |
| خط السكة الحديدية فائق السرعة ميلان-بولونيا                          | سكة حديدية فائقة السرعة                     | إيطاليا                             | إيطاليا                                                                                              | 9.2                                                                                 | 12.6                                                                     | 1993                                             | 2008                                                                | | (6.92 مليار يورو) |
| خط السكة الحديدية الحضري بكين-تيانجين                                | سكة حديدية فائقة السرعة                     | الصين                               | بكين وتيانجين                                                                                        | 2.34                                                                                | 3.3                                                                      | 2005                                             | 2008                                                                | | |
| هاي سبيد 1                                                           | سكة حديدية فائقة السرعة                     | المملكة المتحدة                     | جنوب شرق إنجلترا                                                                                     | 13.7                                                                                | 19.4                                                                     | 1998                                             | 2007                                                                | Diagram of High Speed 1's route, showing a connection with the Channel Tunnel | (6.84 مليار استرليني) |
| نفق قاعدة لوتشبيرغ (النفق الأولي)                                    | نفق (طريق)                                  | سويسرا                              | الألب السويسرية                                                                                      | 3.6                                                                                 | 5.1                                                                      | 1999                                             | 2007                                                                | | (4.3 مليار فرنك سويسري) |
| مترو كوبنهاغن المرحلة 1-3                                            | نقل سريع                                    | الدنمارك                            | كوبنهاغن                                                                                             | 1.47                                                                                | 2.1                                                                      | 1996                                             | 2007                                                                | | 11,400,000,000 كرونة دنماركية |
| "الحفر الكبير" الشريان المركزي/مشروع النفق                           | نفق (طريق)                                  | الولايات المتحدة                    | بوسطن                                                                                                | 22                                                                                  | 30.6                                                                     | 1991                                             | 2007                                                                | | 14.6 مليار دولار أمريكي؛ 7 مليارات دولار إضافية في شكل فوائد |
| مشروع كولورادو تي-ريكس (توسيع النقل)                                 | تطوير الطرق السريعة والسكك الحديدية الخفيفة | الولايات المتحدة                    | دنفر                                                                                                 | 1.7                                                                                 | 2.5                                                                      | 2001                                             | 2006                                                                | | |
| قطار شانغهاي المغناطيسي المعلق                                       | سكة حديدية فائقة السرعة، قطار مغناطيسي معلق | الصين                               | شانغهاي                                                                                              | 1.4                                                                                 | 2.2                                                                      | 2001                                             | 2004                                                                | | |
| الخط الأحمر والخط الأرجواني                                          | نقل سريع                                    | الولايات المتحدة                    | لوس أنجلوس                                                                                           | 4.5                                                                                 | 7.6                                                                      | 1986                                             | 2000                                                                | | يمثل ذلك النفقات قبل تمديد الخط دي |
| خط توي أويدو                                                         | نقل سريع                                    | اليابان                             | طوكيو                                                                                                | 8.68                                                                                | 14.9                                                                     | 1988                                             | 2000                                                                | | (988.6 مليار ين بقيم الين لعام 1999) |
| تمديد خط اليوبيل                                                     | خط نقل سريع                                 | المملكة المتحدة                     | لندن                                                                                                 | 6.83                                                                                | 9.32                                                                     | 1993                                             | 1999                                                                | | 3.5 مليار جنيه إسترليني 6.83 مليار دولار أمريكي بأسعار 2010 |
| مشروع جسر هونشو-شيكوكو                                               | جسور 17 جسراً يربط بين جزيرتي هونشو وشيكوكو  | اليابان                             | اليابان                                                                                              | 48                                                                                  | 82.6                                                                     | 1978                                             | 1999                                                                | | 44 تريليون ين |
| جسر أوريسند                                                          | جسر-نفق (سكة حديدية/طريق)                   | الدنمارك، السويد                    | الدنمارك - السويد                                                                                    | 5.7                                                                                 | 9.8                                                                      | 1995                                             | 1999                                                                | | (30.1 مليار كرونة دنماركية) |
| جسر ستوربيلت                                                         | جسر-نفق (سكة حديدية/طريق)                   | الدنمارك                            | الدنمارك                                                                                             | 3.2                                                                                 | 7.1                                                                      | 1988                                             | 1998                                                                | | (21.4 مليار كرونة دنماركية) |
| جسر فاسكو دا غاما                                                    | جسر (طريق)                                  | البرتغال                            | لشبونة                                                                                               | 1.3                                                                                 | 2.4                                                                      | 1995                                             | 1998                                                                | | (897 مليون يورو/180 مليار إسكودو برتغالي) |
| جسر أكاشي كايكو                                                      | جسر (طريق)                                  | اليابان                             | كوبه                                                                                                 | 5                                                                                   | 8.7                                                                      | 1988                                             | 1998                                                                | | |
| نفق المانش                                                           | نفق (سكة حديدية تحت البحر)                  |                                     | مضيق دوفر، بحر المانش بين المملكة المتحدة و فرنسا                                                    | 15.4                                                                                | 28.7                                                                     | 1988                                             | 1994                                                                | | (9.5 مليار جنيه استرليني) |
| طرق إنترستيت السريعة                                                 | نظام طرق سريعة                              | الولايات المتحدة                    | الولايات المتحدة                                                                                     | 114                                                                                 | 608                                                                      | 1956                                             | 1992                                                                | | 425 مليار دولار في 2006 548 مليار دولار في 2021 |
| خط بايكال-آمور                                                       | سكة حديدية                                  | الاتحاد السوفيتي ( روسيا حالياً)     | سوفتسكايا غافان ثم تايشت (روسيا حالياً)                                                               | 15                                                                                  | 37.2                                                                     | 1974                                             | 1984                                                                | | |
| النقل السريع لمنطقة الخليج                                           | نقل سريع                                    | الولايات المتحدة                    | منطقة خليج سان فرانسيسكو                                                                             | 1.586                                                                               | 6.6                                                                      | 1964                                             | 1976 - مع استمرار التوسع                                            | | 11.6 مليار دولار بعد تعديل التضخم |
| طريق سانت لورانس البحري                                              | نظام قناة                                   | الولايات المتحدة، كندا              | نهر سانت لورانس والبحيرات العظمى في أمريكا الشمالية بين الولايات المتحدة وكندا                       | 0.470                                                                               | 3.8                                                                      | 1954                                             | 1959                                                                | | |
| طريق كاراكاس-لا غويرا السريع                                         | طريق سريع                                   | فنزويلا                             | كاراكاس الكبرى                                                                                       | 0.06                                                                                | 0.5                                                                      | 1950                                             | 1953                                                                | | |
| سكة الحديد العابرة لسيبيريا                                          | سكة حديدية                                  | الإمبراطورية الروسية ( روسيا حالياً) | موسكو إلى الشرق الأقصى الروسي (فلاديفوستوك) ( روسيا حالياً)                                           | 0.770                                                                               | 14.9                                                                     | 1891                                             | 1916                                                                | | |
| قناة بنما                                                            | قناة                                        | بنما                                | بنما                                                                                                 | 0.375                                                                               | 8.4                                                                      | 1881                                             | 1914                                                                | | |
| أول سكة حديدية ممتدة عبر القارة                                      | سكة حديدية                                  | الولايات المتحدة                    | أوماها (نبراسكا)، إلى ساكرامنتو (كاليفورنيا)                                                         | 0.1                                                                                 | 2                                                                        | 1863                                             | 1869                                                                | | 2.03 مليار دولار معدلة حسب التضخم |
| قناة السويس                                                          | قناة                                        | الخديوية المصرية ( مصر حالياً)       | شبه جزيرة سيناء، الخديوية المصرية (مصر حالياً)                                                        | 0.082                                                                               | 1.7                                                                      | 1859                                             | 1869                                                                | | |
| قناة السويس الجديدة                                                  | توسعة لقناة                                 | مصر                                 | شبه جزيرة سيناء                                                                                      | 8                                                                                   | 10.1                                                                     | 2014                                             | 2015                                                                | | |
| الخط الفضي                                                           | نقل سريع                                    | الولايات المتحدة                    | فرجينيا الشمالية                                                                                     | 6                                                                                   | 6.7                                                                      | 2009                                             | 2014 (المرحلة 1) 2022 (المرحلة 2)                                   | WMATA Alstom 6000 Series On The Silver Line | على الرغم من أن الخط الفضي يمر عبر ولاية ماريلند وواشنطن العاصمة، فإن الأقسام الجديدة الفعلية للسكك الحديدية كانت تقع جميعها في فرجينيا الشمالية.                                                      |
| امتداد خط الترام الأزرق نصف-الساحلي (ترولي سان دييغو)                | قطار خفيف                                   | الولايات المتحدة                    | سان دييغو                                                                                            | 2.17                                                                                | 2.41                                                                     | 2016                                             | 2021                                                                | | |
| امتداد الخط الأخضر                                                   | قطار خفيف                                   | الولايات المتحدة                    | بوسطن الكبرى                                                                                         | 2.28                                                                                | 2.5                                                                      | 2012                                             | 2022                                                                | The new Lechmere station under construction in May 2020. The tracks at this station are elevated.                                                                                | |
| طريق فيسبوسيو أورينتي السريع                                         | نفق (طريق)                                  | تشيلي                               | سانتياغو                                                                                             | 1.1                                                                                 | 1.2                                                                      | 2017                                             | 2022                                                                | | |
| مشروع منفذ الجانب الشرقي (بما في ذلك محطة غراند سنترال ماديسون)      | محور نقل، قطار ضواحي                        | الولايات المتحدة                    | نيويورك                                                                                              | 11.1                                                                                | 12.3                                                                     | 2007                                             | 2023                                                                | | يسمح مشروع منفذ الجانب الشرقي، بما في ذلك محطة غراند سنترال ماديسون، بخدمة خط سكة حديد لونغ آيلاند إلى محطة غراند سنترال.                                                                              |
| مترو تاي شانغ                                                        | نظام نقل سريع                               | تايوان                              | تاي شانغ                                                                                             | 2.08                                                                                | 2.41                                                                     | 2009                                             | 2021                                                                | | |
| مترو ألماتي                                                          | نظام نقل سريع                               | كازاخستان                           | ألماتي                                                                                               | 1                                                                                   | 1.3                                                                      | 1988 (توقف مؤقتاً نتيجة لانهيار الاتحاد السوفيتي) | 2011                                                                | | |
| مترو دبي                                                             | نظام نقل سريع                               | الإمارات العربية المتحدة            | دبي                                                                                                  | 7.62                                                                                | 10.52                                                                    |                                                  | 2009                                                                | | |
| خط كندا                                                              | نظام نقل سريع                               | كندا                                | فانكوفر الكبرى                                                                                       | 1.79                                                                                | 2.47                                                                     | 2005                                             | 2009                                                                | Map of Vancouver's transit lines in 2016, showing Canada Line in sky blue | 2.05 مليار دولار كندي - تحددت كقيمة لعام 2009، على الرغم من أن التقدير وقع في الأصل في 2006 |
| مترو أنفاق الجادة الثانية، المرحلة 1                                 | نظام نقل سريع                               | الولايات المتحدة                    | نيويورك                                                                                              | 4.4                                                                                 | 5.5                                                                      | 2007                                             | 2017                                                                | | يستند التضخم إلى 2016، حيث اُفتتح الخط في الأول من يناير 2017؛ وبالتالي فإن البناء اكتمل من الناحية الفنية قبل ذلك التاريخ.                                                                             |
| امتداد نظام النقل السريع في منطقة خليج وادي السيليكون، المرحلة 1     | نظام نقل سريع                               | الولايات المتحدة                    | منطقة خليج سان فرانسيسكو                                                                             | 2.3                                                                                 | 2.7                                                                      | 2012                                             | 2020                                                                | | |
| مترو الجزائر العاصمة (القسم الأصلي من الخط الأول)                    | نظام نقل سريع                               | الجزائر                             | الجزائر العاصمة                                                                                      | 1.2                                                                                 | 1.6                                                                      | 1982 (توقف لفترة من الزمن)                       | 2011                                                                | | |
| مترو تشانغشا، الخط 2                                                 | نظام نقل سريع                               | الصين                               | تشانغشا                                                                                              | 1.8                                                                                 | 2.2                                                                      | 2009                                             | 2014                                                                | | |
| مترو الدوحة                                                          | نظام نقل سريع                               | قطر                                 | الدوحة                                                                                               | 36                                                                                  | 42.3                                                                     | 2013                                             | 2019                                                                | | |
| سكة حديد مومباسا - نيروبي                                            | سكة حديدية                                  | كينيا                               | مومباسا نيروبي نايفاشا                                                                               | 5.3                                                                                 | 6.2                                                                      | 2013                                             | 2019                                                                | | المرحلة الأصلية: 3.8 مليار دولار والتمديد: 1.5 مليار دولار |
| مترو إدنبرة                                                          | قطار خفيف                                   | المملكة المتحدة                     | إدنبرة                                                                                               | 1.72                                                                                | 2.18                                                                     | 2008                                             | 2014                                                                | | (1.043 مليار جنيه استرليني) |
| جسر بادما                                                            | جسر (سكة حديدية/طريق)                       | بنغلاديش                            | نهر بادما                                                                                            | 3.6                                                                                 | 4                                                                        | 2014                                             | 2022                                                                | | |
| جسر وودرو ويلسون                                                     | جسر نواس                                    | الولايات المتحدة                    | منطقة العاصمة واشنطن                                                                                 | 2.357                                                                               | 3.04                                                                     | 2000                                             | 2013                                                                | | |
| جسر فيرازانو-ناروز (الطابق الأصلي/العلوي)                            | جسر (طريق)                                  | الولايات المتحدة                    | نيويورك                                                                                              | 0.320                                                                               | 2.4                                                                      | 1959                                             | 1964                                                                | | |
| قطار جون إف كنيدي الجوي                                              | حافلة تنقلية                                | الولايات المتحدة                    | نيويورك                                                                                              | 1.9                                                                                 | 3                                                                        | 1998                                             | 2003                                                                | | على الرغم من أنه يخدم الركاب داخل مطار جون إف كينيدي، فقد بُني في المقام الأول للنقل بين المطار والمدينة.                                                                                               |
| سكة حديد تايوان فائقة السرعة                                         | سكة حديدية فائقة السرعة                     | تايوان                              | تايوان                                                                                               | 14.63                                                                               | 20.72                                                                    | 2000                                             | 2007                                                                | | 480.6 مليار دولار أمريكي وعند تحويلها إلى الدولار في 2007 فإنها تساوي 14.63 مليار دولار أمريكي. |
| جسر جوثالز (استبدال)                                                 | جسر (طريق)                                  | الولايات المتحدة                    | نيويورك ونيوجيرسي                                                                                    | 1.25                                                                                | 1.49                                                                     | 2014                                             | 2017 (امتداد جديد باتجاه الشرق) 2018 (امتداد جديد باتجاه الغرب)     | | |
| جسر دانيانغ-كونشان الكبير                                            | جسر (سكة حديدية)                            | الصين                               | شانغهاي ونانجينغ                                                                                     | 8.5                                                                                 | 11.36                                                                    | 2006                                             | 2011 (انتهى البناء في 2010؛ افتُتح في 2011)                          | | |
| خط بولشايا كولتسيفايا                                                | نظام نقل سريع                               | روسيا                               | موسكو                                                                                                | 8.59                                                                                | 10.5                                                                     | 2011                                             | 2023                                                                | | |
| نفق سيكان                                                            | نفق (طريق تحت البحر)                        | اليابان                             | مضيق تسوجارو                                                                                         | 8.58                                                                                | 19.1                                                                     | 1971                                             | 1988                                                                | | |
| مترو رين (الخط بي)                                                   | نظام نقل سريع                               | فرنسا                               | رين                                                                                                  | 1.405                                                                               | 1.56                                                                     | 2014                                             | 2022                                                                | | 1.342 مليار يورو مُحولة إلى الدولار الأمريكي على أساس متوسط السعر لعام 2022 |
| خط مترو باريس 14 (القسم الأساسي)                                     | نظام نقل سريع                               | فرنسا                               | باريس                                                                                                | 1.2682                                                                              | 1.961                                                                    | 1993                                             | 2007                                                                | | يرجع حساب التضخم إلى 2004 |
| كروس ريل 1                                                           | قطار ضواحي، نظام نقل سريع                   | المملكة المتحدة                     | لندن الكبرى                                                                                          | 23.0                                                                                | 25.5                                                                     | 2007                                             | 2023                                                                | | خط سكة حديد جديد بطول 73 ميل (117 كم) في إنجلترا، يخدم لندن وباركشير وباكينغهامشير وإسيكس. افتُتح القسم الأساسي في 24 مايو 2022، ومن المتوقع اكتمال الاندماج الكامل للمسارات والانتهاء بحلول مايو 2023. |
| الموصل الإقليمي                                                      | نفق قطار خفيف                               | الولايات المتحدة                    | وسط مدينة لوس أنجلوس                                                                                 | 1.8                                                                                 | 1.9                                                                      | 2014                                             | 2023                                                                | | |
| خط النقل السريع بين المدن في برودواي- الجادة السابعة                 | نظام نقل سريع                               | الولايات المتحدة                    | نيويورك                                                                                              | 0.06                                                                                | 1.44                                                                     | 1900                                             | اكتمال الخط: 1908                                                   | | |
| ميناء ليكي                                                           | ميناء بحري                                  | نيجيريا                             | ليكي                                                                                                 | 1.5                                                                                 | 1.6                                                                      | 2015                                             | 2023                                                                | | |
| مشروع جسور نهر أوهايو                                                | جسور وإعادة تشكيل تقاطع كينيدي              | الولايات المتحدة                    | منطقة لويزفيل الحضرية                                                                                | 2.3                                                                                 | 2.78                                                                     | 2014                                             | 2017                                                                | | مشروع طريق سريع جديد بالقرب من لويفيل (كنتاكي). وتضمنت الأعمال الرئيسية جسرين جديدين عبر نهر أوهايو؛ وقسم نفق قصير؛ وإعادة بناء منحدرات التقاطع.                                                       |
| نظام لاغوس للنقل الجماعي                                             | نظام نقل سريع، قطار ضواحي                   | نيجيريا                             | لاغوس                                                                                                | 3.6                                                                                 | 3.7                                                                      | 2009                                             | 2023 (الخط الأزرق) 2024 (الخط الأحمر)                               | | |
| تحديثات للسكة الحديدية مترو-نورث لمتجر هارمون عند محطة كروتون-هارمون | تحسينات على مركز الصيانة والعمليات          | الولايات المتحدة                    | كروتون أن هادسون (نيويورك)                                                                           | 1.1                                                                                 | 1.1                                                                      | 2001                                             | 2024                                                                | | |
| الخط الرابع لمترو ميلانو                                             | نظام نقل سريع                               | إيطاليا                             | ميلانو                                                                                               | 2.24                                                                                | 2.6                                                                      | 2014                                             | 2022 (المرحلة 1) 2023 (المرحلة 2) 2024 (المرحلة 3)                  | Map of Milan with the M4 route as a solid blue line, with markers and names for all the stations along the route                                                                 | حوالي 1.9 مليار يورو اعتباراً من أبريل 2020. |
| برنامج تحديث قطار كالتراين                                           | قطار ضواحي                                  | الولايات المتحدة                    | منطقة خليج سان فرانسيسكو                                                                             | 2.44                                                                                | 2.44                                                                     | 2017                                             | 2024                                                                | | |

## مكتملة جزئياً ومفتتحة
| المشروع                     | الوصف                         | الدولة           | الموقع                     | التكلفة التقديرية (بالمليارات من الدولارات الأمريكية) عند أو بالقرب من وقت الانتهاء | التكلفة التقديرية (بالمليارات من الدولارات الأمريكية)، معدلة وفقاً للتضخم | بداية العمل                                                                     | سنة الإنتهاء                                                                                                  | الصورة                     | ملاحظات                                                                                                   |
| --------------------------- | ----------------------------- | ---------------- | -------------------------- | ----------------------------------------------------------------------------------- | ------------------------------------------------------------------------ | ------------------------------------------------------------------------------- | --- | -------------------------- | --- |
| خط الاتحاد                  | نظام نقل سريع                 | كندا             | أوتاوا                     | 5.1                                                                                 | 6                                                                        | 2013                                                                            | مكتمل 2019 (المرحلة 1) متوقع 2026 (المرحلة 2)                                                                 |                            | 2.1 مليار دولار + 4.66 مليار دولار كندي                                                                   |
| ترام لوسيل                  | قطار خفيف                     | قطر              | لوسيل                      | 2.7 اعتباراً من 2014                                                                 | 3.4                                                                      | 2016                                                                            | مكتمل 2022 (الجزء الأول من الخط البرتقالي) متوقع الجدول الزمني غير واضح لبقية الخطوط/المحطات                  |                            | |
| مترو حيدر آباد              | نظام نقل سريع                 | الهند            | حيدر آباد                  | 2.4 اعتباراً من نوفمبر 2017                                                          | 2.9                                                                      | 2012                                                                            | مكتمل 2018 (المرحلة الأولى) 2020 (المرحلة الثانية) متوقع جدول زمني غير واضح لبقية الخطوط/المحطات              |                            | |
| طريق الكارتة عبر سومطرة     | طريق كارتة                    | إندونيسيا        | سومطرة                     | 33.2                                                                                | 36.8                                                                     | مكتمل عدة أجزاء في أوقات مختلفة (2019-2022) متوقع 2023، 2024 (الأجزاء المتبقية) | |                            | |
| الخط كيه                    | قطار خفيف                     | المملكة المتحدة  | لوس أنجلوس                 | 2.1                                                                                 | 2.3                                                                      | 2014                                                                            | مكتمل 2022 (القسم الأول) متوقع 2024 (بقية الخط)                                                               |                            | |
| ويست كونيكس                 | طريق نفق (طريق)               | أستراليا         | سيدني                      | 14                                                                                  | 17.6                                                                     | منتهي عدة أجزاء في أوقات مختلفة (2016-2023) متوقع 2023 (الأجزاء المتبقية)       | | (16.8 مليار دولار أسترالي) | |
| سكاي لاين                   | سكة حديدية                    | الولايات المتحدة | أواهو                      | 12.4                                                                                | 13.8                                                                     | 2011                                                                            | مكتمل 2023 (المرحلة 1) متوقع 2025 (المرحلة 2) 2031 (المرحلة 3)                                                |                            | |
| مترو سيدني                  | نظام نقل سريع                 | أستراليا         | سيدني                      | 14.9                                                                                | 15.8                                                                     | 2013                                                                            | مكتمل 2019 (المرحلة الأولى) متوقع 2030 (المراحل المتبقية)                                                     |                            | 20.5 مليار دولار أسترالي (المرحلتان 1 و2)                                                                 |
| إل إنسورخنتي                | قطار ضواحي                    | المكسيك          | ولاية مكسيكو؛ مدينة مكسيكو | 2.8                                                                                 | 3.2                                                                      | 2015                                                                            | مكتمل 2023 (من زينكانتيبيك إلى ليرما) 2024 (من ليرما إلى سانتا في) متوقع 2024 (من سانتا في إلى أوبسيرفاتوريو) |                            | |
| طريق كينالي-بالي قصر السريع | طريق سريع                     | تركيا            | تكيرداغ إلى بالي قصر       | 2                                                                                   | 2.5                                                                      | 2017                                                                            | مكتمل 2023 (مالكارا-لابسكي) متوقع 2024 (المراحل المتبقية)                                                     |                            | |
| الطريق السريع إيه-1         | طريق سريع                     | الجبل الأسود     | الجبل الأسود               | 3.7                                                                                 | 3.8                                                                      | 2015                                                                            | مكتمل 2023 (الجزء الأول بطول 43 كم) متوقع 2024 (قسم أندرييفيكا)                                               |                            | (2.77 مليار يورو)                                                                                         |
| شبكة متروبوليتان السريعة    | نظام سكة حديدية متوسطة القدرة | كندا             | مونتريال                   | 5.5                                                                                 | 6.1                                                                      | 2018                                                                            | مكتمل 2023 (القسم الأول) متوقع 2027                                                                           |                            | 67 كم من السكك الحديدية، و26 محطة، ومترو خفيف آلي. وتقدر التكلفة في يونيو 2021 بنحو 6.9 مليار دولار كندي. |
| قطار تل أبيب الخفيف         | قطار خفيف                     | إسرائيل          | تل أبيب                    | 5.8                                                                                 | 6.4                                                                      | 2011                                                                            | مكتمل 2023 (الخط الأحمر) متوقع 2028                                                                           |                            | 18.8 مليار شيكل                                                                                           |

## قيد الإنشاء
| المشروع                                               | الوصف                                                 | الدولة                 | الموقع                                | التكلفة التقديرية (بالمليارات من الدولارات الأمريكية)                                                      | بداية العمل                                      | سنة الإنجاز المخطط لها                                                                                          | الصورة | ملاحظات |
| ----------------------------------------------------- | ----------------------------------------------------- | ---------------------- | ------------------------------------- | --- | ------------------------------------------------ | --- | --- | --- |
| الخط الفضي                                            | قطار ضواحي                                            | الولايات المتحدة       | دالاس                                 | 1.9 | 2020                                             | 2025 | | ويعرف أيضاً باسم «خط حزام القطن» |
| الخط الأرجواني                                        | قطار خفيف                                             | الولايات المتحدة       | ضواحي ماريلند في واشنطن العاصمة       | 3.4 | 2017 (توقف في 2020)؛ استؤنف في 2022              | 2027 | Map depicting the purple line's route in relation to the Washington Metro's train lines. The map is fairly schematic and not very geographically accurate. | |
| تحديث الخطين الأحمر والأرجواني                        | نظام نقل سريع                                         | الولايات المتحدة       | شيكاغو                                | 2.1 | 2019                                             | 2025 | | |
| مترو سالونيك                                          | نظام نقل سريع                                         | اليونان                | سالونيك                               | 3.24 | 2006                                             | 2024 | | |
| نفق فيهمارنبيلت                                       | نفق (سكة حديدية/طريق تحت البحر)                       | الدنمارك، ألمانيا      | فيهمارن إلى لولاند                    | 8.75 | 2019                                             | 2028 | | |
| خط السكة الحديدية القياسي لاغوس-كانو                  | سكة حديدية                                            | نيجيريا                | من لاغوس إلى كانو                     | 8.3 | 2011                                             | سيُعلن لاحقاً | | |
| ميناء باداجري البحري العميق                           | ميناء بحري                                            | نيجيريا                | باداجراي                              | 2.3 | 2024                                             | سيُعلن لاحقاً | | |
| جسر البر الرئيسي الرابع                               | جسر (طريق)                                            | نيجيريا                | عبر البحيرة لربط إيكورودو وليكي       | 4.2 | 2024                                             | سيُعلن لاحقاً | | |
| سكة حديد كاليفورنيا فائقة السرعة                      | سكة حديدية فائقة السرعة                               | الولايات المتحدة       | كاليفورنيا                            | 80.3 | 2015                                             | 2033 (المرحلة الأولى)                                                                                           | مواقع مسارات السكك الحديدية فائقة السرعة المخطط لها في كاليفورنيا. المرحلة الأولى: باللون الأسود؛ المرحلة الثانية: باللون الأزرق الداكن. (يظهر نظام برايت لاين ويست المنفصل باللون الأزرق الفاتح.) المسار تقريبي في بعض الأماكن. | |
| الممر الاقتصادي الصيني الباكستاني                     | ممر اقتصادي                                           | باكستان، الصين         | جوادر إلى كاشغر                       | 65 | 2015                                             | 2030 | | |
| مترو برشلونة الخط 9                                   | خط نظام نقل سريع                                      | إسبانيا                | برشلونة                               | 26.3 | 2009                                             | 2027 | | (19 مليار يورو) |
| مترو سانتياغو الخط 7                                  | خط نظام نقل سريع                                      | تشيلي                  | سانتياغو                              | 2.5 | 2022                                             | 2027 | Map of Santiago Metro Line 7 | |
| سكة حديد كروس ريفر                                    | نفق قطار ضواحي                                        | أستراليا               | بريزبان                               | 4.7 | 2017                                             | 2026 | | 6.3 مليار دولار أسترالي |
| نفق المترو                                            | نفق قطار ضواحي                                        | أستراليا               | ملبورن                                | 9.46 | 2018                                             | 2025 | Map of the Metro Tunnel project in Melbourne, new 9km twin rail tunnels running through the CBD with five underground stations. New tunnel is depicted in blue with existing metropolitan rail lines in grey. The new line will connect the Sunbury line in the west with the Pakenham and Cranbourne lines in the east, with a future branch (not depicted) to the airport. | 12.58 مليار دولار أسترالي |
| حلقة السكك الحديدية في الضواحي                        | نظام نقل سريع                                         | أستراليا               | ملبورن                                | 23.31-43.61                                                                                                | 2022                                             | 2035-2053 | | 31-58 مليار دولار أسترالي |
| مشروع تطوير الطرق السريعة الوطنية/بهاراتمالا          | تطوير طريق سريع                                       | الهند                  | الهند                                 | 207.6 (المجمل) 207.6 (المجموع) (مشروع تطوير الطرق السريعة الوطنية: 53.2، 75.3 في 2023) (بهاراتمالا: 132.4) | 2000                                             | 2018: (بهاراتمالا) 2026: مرحلة بهاراتمالا كان من المقرر أن تبدأ المرحلة الثانية في 2024، لكن بلا تأكيد حتى الآن | | (4.5 تريليون روبية هندية). انتهى هذا المشروع جزئياً بحلول 2018 ودُمج بعد ذلك ضمن مشروع بهاراتمالا.                                                          |
| نفق أغوا نيغرا                                        | نفق (طريق)                                            | الأرجنتين، تشيلي       | سان خوان (الأرجنتين)، و إقليم كوكيمبو | 1.5 | 2018                                             | 2027 | | |
| فاستراكس                                              | قطار خفيف، قطار ضواحي                                 | الولايات المتحدة       | دنفر                                  | 6.5 | 2006                                             | 2044 | | |
| خط سكة حديد المدينة                                   | قطار ضواحي                                            | نيوزيلندا              | أوكلاند                               | 3.4 | 2015                                             | 2025 | | (5.5 مليار دولار نيوزيلندي) |
| الخط 5 إجلنتون                                        | قطار خفيف                                             | كندا                   | تورنتو                                | 10.26 | 2010                                             | 2024 | | |
| باريس الكبرى إكسبراس                                  | نظام نقل آلي موجه                                     | فرنسا                  | إيل دو فرانس (منطقة باريس)            | 48 | 2016                                             | 2030 | | 4 خطوط جديدة، 200 كم، 72 محطة جديدة |
| تمديد مترو سكاربورو                                   | نظام نقل سريع                                         | كندا                   | تورونتو                               | 3 | 2022                                             | 2029-2030 | | 3.982 مليار دولار كندي، 3 محطات، 7.8 كم |
| طريق طهران-شمال السريع، 121 كم                        | طريق سريع                                             | إيران                  | محافظة طهران ومحافظة مازندران         | 1.7 | 1996                                             | 2024؟ (الأقسام 1 و2 و4 مكتملة بالفعل)                                                                           | | |
| شتوتغارت 21                                           | سكة حديدية وتجديد حضري                                | ألمانيا                | شتوتغارت                              | 10.8 | 2010                                             | 2025 | | 9.15 مليار يورو |
| خط الحزام الشمالي لبرمنغهام                           | طريق سريع                                             | الولايات المتحدة       | برمنغهام (ألاباما)                    | 5.4 | 2014                                             | 2047 | | |
| نفق بيرنر                                             | نفق (سكة حديدية)                                      | النمسا، إيطاليا        | إنسبروك إلى فرانزينفيست               | 11 | 2008                                             | 2032 | | |
| نفق كورالم                                            | نفق (سكة حديدية)                                      | النمسا                 | ستيريا/كيرنتن                         | 6.2 | 2009                                             | 2026 | | (5.4 مليار يورو) |
| نفق قاعدة سمرينغ                                      | نفق (سكة حديدية)                                      | النمسا                 | النمسا السفلى/ستيريا                  | 4.6 | 2012                                             | 2024 | | (3.9 مليار يورو) |
| ممر السكة الحديدية فائق السرعة مومباي-أحمد آباد       | سكة حديدية فائقة السرعة                               | الهند                  | من أحمد آباد إلى مومباي               | 20 | 2019                                             | 2026 (جزئي)، 2027 (مكتمل)                                                                                       | | (1.6 لك كرور روبية) |
| مشروع ساجار مالا                                      | ميناء بحري                                            | الهند                  | المناطق الساحلية من الهند             | 80.9 | 2017                                             | 2035 | | (6.5 لك كرور روبية، مع احتساب المشاريع الحالية فقط) |
| هاي سبيد 2                                            | سكة حديدية فائقة السرعة                               | المملكة المتحدة        | إنجلترا                               | 106.4 | 2017                                             | 2033 | | 330 ميل/530 كم من المسار عالي السرعة، 5 محطات وتكامل الخط الرئيسي للساحل الغربي                                                                           |
| خط السكة الحديدية الشمالي                             | سكة حديدية وتجديد حضري                                | المملكة المتحدة        | إنجلترا                               | 39 | 2018                                             | 2026 | | يربط ليفربول، شفيلد، كينغستون أبون هال ونيوكاسل أبون تاين مع هاي سبيد 2.                                                                                  |
| خط القطار الخفيف - الخط 2 (ساوند ترانزيت)             | خط قطار خفيف                                          | الولايات المتحدة       | إيست سايد (مقاطعة كينغ، واشنطن)       | 3.7 | 2016                                             | 2025 | | |
| مترو بوغوتا (الخط 1)                                  | نظام نقل سريع                                         | كولومبيا               | بوغوتا                                | 4.5 | 2020                                             | 2028 | | |
| المحور الشمالي الجنوبي                                | نظام نقل سريع                                         | بلجيكا                 | بروكسل                                | 1.86 | 2020                                             | 2030 | | |
| تشو شينكانسن                                          | قطار مغناطيسي معلق                                    | اليابان                | اليابان                               | 64.35 اعتباراً من مايو 2021                                                                                 | 2014                                             | مجهول | | |
| مترو تل أبيب                                          | نظام نقل سريع                                         | إسرائيل                | تل أبيب، غوش دان                      | 39.4 | 2025                                             | 2032 | | |
| مترو بنما - الخط 3                                    | نظام نقل سريع خط (مونوريل)                            | بنما                   | مدينة بنما                            | 2.7154 | 2021                                             | 2025 | | يرتبط البالبوا البنمي بالدولار الأمريكي. |
| تمديد خط الألفية برودواي («مشروع مترو أنفاق برودواي») | نظام نقل سريع                                         | كندا                   | فانكوفر                               | 2.35 | 2021                                             | 2026 | Map showing the extension along Broadway in relation to existing lines and surface streets | قُدرت التكلفة في مايو 2021 بمبلغ 2,830,000,000 دولار كندي؛ كان ذلك يعادل تقريباً 2,350,000,000 دولار أمريكي في مايو 2021 تقريباً.                            |
| منفذ محطة بنسلفانيا                                   | قطار ضواحي                                            | الولايات المتحدة       | نيويورك ومقاطعة ويستتشستر (نيويورك)   | 2.87 | 2022                                             | 2027 | | |
| سكة حديد الساحل الجنوبي                               | قطار ضواحي                                            | الولايات المتحدة       | جنوب شرق ماساتشوستس                   | 3.42 | 2019                                             | 2030 | | |
| تمديد خط التريليوم                                    | قطار خفيف                                             | كندا                   | أوتاوا                                | 3.5 | 2019                                             | 2024 | | 4.72 مليار دولار كندي |
| السكك الحديدية فائقة السرعة بانكوك–نونغ خاي           | سكة حديدية فائقة السرعة                               | تايلاند                | تايلاند                               | 4.65 | 2020                                             | 2026 | | 179 مليار بات اعتباراً من أكتوبر 2022 |
| مترو أوسلو - الخط تي6                                 | نظام نقل سريع                                         | النرويج                | أوسلو وباروم                          | 1.6 | 2020                                             | 2027 | | التكلفة اعتباراً من يناير 2017 |
| مترو ليما - الخط 2                                    | نظام نقل سريع                                         | بيرو                   | ليما                                  | 5.8 | 2014                                             | 2025 | | |
| الخط الرابع (مترو أثينا)                              | نظام نقل سريع                                         | اليونان                | أثينا                                 | 1.9 | 2021                                             | 2029-30 | | 1.6 مليار يورو |
| الخط الثالث (مترو القاهرة)                            | نظام نقل سريع                                         | مصر                    | القاهرة                               | 2.6 |                                                  | 2023 (آخر التمديدات)                                                                                            | | الخط 3 بأكمله يكلف أكثر |
| مترو ساو باولو (الخط 6)                               | نظام نقل سريع                                         | البرازيل               | ساو باولو الكبرى                      | 2.6 | استؤنف في 2020                                   | 2025 | | |
| مترو تولوز (الخط سي)                                  | نظام نقل سريع                                         | فرنسا                  | تولوز الكبرى                          | 3.65 | 2022                                             | 2028 | | 3.4 مليار يورو اعتباراً من 7 فبراير 2023 |
| مترو أبيدجان                                          | نظام نقل سريع                                         | ساحل العاج             | أبيدجان                               | 1.46 | 2022                                             | 2025 | | 1.36 مليار يورو اعتباراً من 20 ديسمبر 2022 |
| مترو مدينة هوشي منه (الخط 1)                          | نظام نقل سريع                                         | فيتنام                 | مدينة هو تشي منه                      | 2.5 | 2012                                             | 2023 | | |
| مترو أنفاق فيينا                                      | نظام نقل سريع                                         | النمسا                 | فيينا                                 | 2.5 | 2018                                             | 2030 | | |
| مترو الرياض                                           | نظام نقل سريع                                         | السعودية               | الرياض                                | 22.5 اعتباراً من يوليو 2013                                                                                 | 2014                                             | 2024 | | وقعت نزاعات بخصوص مبلغ لا يقل عن مليار دولار في 2022؛ وحتى يناير 2023، لم يكن من الواضح ما إذا كان ذلك قد أثر على التكلفة الإجمالية أم لا وكيف أثر عليها. |
| السكة الحديدية فائقة السرعة شيونغان-شينتشو            | سكة حديدية فائقة السرعة                               | الصين                  | شيونغان–شينتشو                        | 8.86 | 2022                                             | 2027 | | |
| سكة حديد تنزانيا القياسية                             | سكة حديدية                                            | تنزانيا                | تنزانيا                               | 7.6 على الأقل                                                                                              | 2017                                             | غير واضح (مختلف حسب المرحلة)                                                                                    | | |
| جسر بورتال                                            | جسر (سكة حديدية)                                      | الولايات المتحدة       | نيوجيرسي                              | 1.5 | 2022                                             | 2025 (الخط الأول من المسار)                                                                                     | | |
| روغفاست                                               | نفق (طريق)                                            | النرويج                | روغالاند                              | 2.91 | 2018 (توقف مؤقتاً في 2019؛ واستُكمل بنائه في 2021) | 2033 | | |
| جسر جوردي هوي الدولي                                  | جسر (طريق)                                            | الولايات المتحدة، كندا | ديترويت إلى وندسور (أونتاريو)         | 5.4 | 2018                                             | 2025 | | |
| امتداد الخط دي                                        | نظام نقل سريع                                         | الولايات المتحدة       | منطقة لوس أنجلوس الكبرى               | 9.5 | 2014 (القسم 1) 2018 (القسم 2) 2021 (القسم 3)     | 2027 (القسم الأخير: القسم 3)                                                                                    | | |
| مترو بلغراد                                           | نظام نقل سريع                                         | صربيا                  | بلغراد                                | 5.35 | 2021                                             | 2028 | | |
| خط أونتاريو                                           | نظام نقل سريع                                         | كندا                   | تورنتو                                | 7.3-8.7 | 2022                                             | 2031 | | 16 كم، 15 خط توقف مع أقسام على مستوى الأرض ومرتفعة وتحت الأرض تعمل بقطارات مسيرة.                                                                         |
| امتداد مترو ساو باولو (الخط 2)                        | نظام نقل سريع                                         | البرازيل               | ساو باولو                             | 1.4 | 2020                                             | 2026 | | |
| خط مترو فالي: التوسعة الجنوبية الوسطى                 | قطار خفيف                                             | الولايات المتحدة       | فينيكس (أريزونا)                      | 1.35 | 2019                                             | 2025 | | |
| مترو هامبورغ                                          | نظام نقل سريع                                         | ألمانيا                | هامبورغ                               | 1.75 | 2022                                             | 2030 | | |
| مشروع الاتصال                                         | نقل عام                                               | الولايات المتحدة       | أوستن (تكساس)                         | 10.3 لتكلفة القطار الخفيف؛ غير واضح بالنسبة لبقية الخطوط                                                   | 2021                                             | غير واضح | | وافق الناخبون على المشروع في أوستن. وقد بدأ إنشاء ممر واحد على الأقل للحافلات السريعة؛ ولم يبدأ إنشاء خط السكك الحديدية الخفيفة.                          |
| مشروع توسيع جسر ونفق هامبتون رودز                     | جسر-نفق (طريق)                                        | الولايات المتحدة       | هامبتون رودز (فرجينيا)                | 3.9 | 2020                                             | 2025 | | |
| نفق فريدريك دوغلاس                                    | نفق (سكة حديدية)                                      | الولايات المتحدة       | بالتيمور                              | 6 | 2023                                             | 2033 | | بديل لنفق بالتيمور وبوتوماك القديم |
| برايت لاين ويست                                       | سكة حديدية فائقة السرعة                               | الولايات المتحدة       | كاليفورنيا ونيفادا                    | 12 | 2024                                             | 2028 | | |
| برنامج البوابة                                        | تحسينات في السكك الحديدية، بما في ذلك الجسور والأنفاق | الولايات المتحدة       | نيويورك إلى نيوجيرسي (نهر هدسون)      | 16.1 | 2023                                             | 2035 | | |

## مُعلقة أو متروكة
| المشروع                 | الوصف      | الدولة | الموقع                             | الحالة (معلق أو متروك) | التكلفة التقديرية (بالمليارات من الدولارات الأمريكية) وسنة تقدير التكلفة | بداية العمل | سنة التوقف | الصورة | ملاحظات |
| ----------------------- | ---------- | ------ | ---------------------------------- | ---------------------- | ------------------------------------------------------------------------ | ----------- | ---------- | ------ | ------- |
| السكك الحديدية الشمالية | سكة حديدية | روسيا  | لابيتنانغي (أوبسكايا) - كوروتشايفو | معلق                   | 3.03 (2018)                                                              | 2018        | 2022       |        |         |

## مقترحة
| المشروع                              | الوصف                                 | الموقع                       | التكلفة التقديرية (بالمليارات من الدولارات الأمريكية) | مقترح بدء البناء | سنة الإنتهاء المقترحة                  | ملاحظات |
| ------------------------------------ | ------------------------------------- | ---------------------------- | ----------------------------------------------------- | ---------------- | -------------------------------------- | --- |
| نفق إسطنبول الكبير                   | سكة حديدية، نفق تحت الماء             | إسطنبول، تركيا               | 3.5                                                   | سيُحدد لاحقاً      | سيُحدد لاحقاً                            | سيكون النفق الثالث الذي يربط جانبي إسطنبول بعد نفق مرمراي وأوراسيا.                                                    |
| سكة حديد القطب الشمالي               | سكة حديدية                            | فنلندا، النرويج              | 3.43                                                  | سيُحدد لاحقاً      | سيُحدد لاحقاً                            | خط ربط بين ميناء شيركنيس وشبكة السكك الحديدية الفنلندية.                                                               |
| جسر القرن الإفريقي                   | جسر (سكة حديدية/طريق)                 | جيبوتي، اليمن                | 20                                                    | سيُحدد لاحقاً      | سيُحدد لاحقاً                            | جسر عبر البحر الأحمر.                                                                                                  |
| كروسريل 2                            | سكة حديدية، قطار ضواحي، نظام نقل سريع | لندن الكبرى، المملكة المتحدة | 49.4 بتكاليف 2014                                     | 2023             | ثلاثينيات الألفية الثانية[بحاجة لمصدر] | خط سكة حديد جديد في إنجلترا، يخدم لندن، سري وهارتفوردشير للاتصال مع كروس ريل.                                          |
| حلقة سكة حديد مدينة هلسنكي           | قطار ضواحي                            | فنلندا                       | 1.77                                                  | سيُحدد لاحقاً      | سيُحدد لاحقاً                            | حلقة سكة حديدية تحت الأرض في هلسنكي.                                                                                   |
| نفق هلسنكي-تالين                     | سكة حديدية، نفق تحت الماء             | فنلندا، إستونيا              | 17.74                                                 | سيُحدد لاحقاً      | سيُحدد لاحقاً                            | |
| جسر البحر الأيرلندي                  | جسر (سكة حديدية/طريق)                 | المملكة المتحدة              | 20.55                                                 | سيُحدد لاحقاً      | سيُحدد لاحقاً                            | جسر مقترح بين اسكتلندا وأيرلندا الشمالية، بدعم من وزارة جونسون.                                                        |
| لينتوراتا                            | نفق سكة حديدية                        | فنلندا                       | 6.5                                                   | 2030             | سيُحدد لاحقاً                            | خط سكة حديدية لمطار هلسنكي فانتا.                                                                                      |
| جسر مضيق ملقا                        | جسر (طريق)                            | إندونيسيا، ماليزيا           | 14                                                    | سيُحدد لاحقاً      | سيُحدد لاحقاً                            | جسر مقترح بطول 48 كم فوق مضيق ملقا.                                                                                    |
| مترولينك (دبلن)                      | نظام نقل سريع                         | منطقة دبلن الكبرى، أيرلندا   | 9.83                                                  | 2025             | 2031-2034                              | |
| الجسر البري بين مصر والسعودية        | ممر                                   | السعودية، مصر                | 4                                                     | سيُحدد لاحقاً      | سيُحدد لاحقاً                            | |
| جسر مضيق مسينا                       | جسر (سكة حديدية/طريق)                 | إيطاليا                      | 6.6                                                   | سيُحدد لاحقاً      | سيُحدد لاحقاً                            | |
| جسر مضيق سوندا                       | جسر (سكة حديدية/طريق)                 | إندونيسيا                    | 18.87                                                 | سيُحدد لاحقاً      | سيُحدد لاحقاً                            | تأجل المشروع إلى أجل غير مسمى.                                                                                         |
| معبر مضيق سنغافورة                   | نفق (تحت البحر)                       | سنغافورة، إندونيسيا          | سيُحدد لاحقاً                                           | سيُحدد لاحقاً      | سيُحدد لاحقاً                            | نفق مقترح بين سنغافورة وإندونيسيا.                                                                                     |
| الجسر البري بين قطر والبحرين         | ممر                                   | قطر، البحرين                 | 5                                                     | سيُحدد لاحقاً      | سيُحدد لاحقاً                            | |
| سكة حديد تكساس المركزية              | سكة حديدية فائقة السرعة               | تكساس                        | 5.9                                                   | سيُحدد لاحقاً      | سيُحدد لاحقاً                            | ستنطلق الرحلة بين دالاس وهيوستن، مع توقفها في منطقة وادي برازوس.                                                       |
| لينك يو إس                           | سكة حديدية فائقة السرعة               | كولومبوس (أوهايو)            | 8                                                     | 2024             | 2030                                   | وتتضمن التكلفة ثلاثة ممرات للنقل السريع من المقرر افتتاحها بحلول 2030، وممرين آخرين بحلول 2050.                        |
| مترو أنفاق الجادة الثانية، المرحلة 2 | سكة حديدية فائقة السرعة               | نيويورك                      | 6.39                                                  | سيُحدد لاحقاً      | سيُحدد لاحقاً                            | انتقل المشروع إلى مرحلة الهندسة في يناير 2022.                                                                         |
| إنتربورو إكسبريس                     | قطار خفيف                             | نيويورك                      | 5.5 (حسب الدولار في 2017)                             | سيُحدد لاحقاً      | سيُحدد لاحقاً                            | خط سكة حديد خفيف جديد، ليُشيد إلى حد كبير على طول المسارات الحالية، ويربط بين بروكلين وكوينز. لا يزال في مراحل التخطيط. |
| توسعة قطار ريو دي جانيرو الخفيف      | قطار خفيف                             | ريو دي جانيرو، البرازيل      | 3                                                     | 2023             | 2025 (على الأقل الأقسام الأولى)        | من شأنه أن يضيف 145.5 كم (90.4 ميل) إلى شبكة السكك الحديدية الخفيفة الحالية.                                           |
| ميناء باجامويو                       | ميناء بحري                            | باجامويو                     | 10                                                    | 2023             |                                        | |
| استبدال سكة حديد فالبارايسو-سانتياغو | سكة حديدية                            | فالبارايسو وسانتياغو، تشيلي  | 1.32                                                  | 2025             | 2030                                   | |
| مترو دي2                             | قطار خفيف                             | دالاس                        | 1.7-1.9                                               | سيُحدد لاحقاً      | 2028                                   | |
| خط وسط المدينة-مانجير                | قطار خفيف                             | نيوزيلندا                    | 8.7                                                   | سيُحدد لاحقاً      | سيُحدد لاحقاً                            | في مرحلة التخطيط التفصيلي. سيربط مطار أوكلاند بالحي التجاري المركزي، وينتهي عند حي واينارد.                            |

## مشاريع مطارات
| المطار                                                          | الأسواق الرئيسية التي يخدمها  | الدولة                   | رمز إياتا   | نوع المشروع                            | مجموع الركاب                                | سنة الانتهاء                                 | التكلفة التقديرية (بالمليارات من الدولارات الأمريكية) عند أو بالقرب من وقت الانتهاء | التكلفة التقديرية (بالمليارات من الدولارات الأمريكية)، معدلة وفقاً للتضخم |
| --------------------------------------------------------------- | ----------------------------- | ------------------------ | ----------- | -------------------------------------- | ------------------------------------------- | -------------------------------------------- | ----------------------------------------------------------------------------------- | ------------------------------------------------------------------------ |
| مطار زايد الدولي                                                | أبو ظبي                       | الإمارات العربية المتحدة | AUH         | مطار جديد                              | 20٬000٬000                                  | 1982                                         | 6.8                                                                                 | 18.2                                                                     |
| مطار أدولفو سواريز مدريد باراخاس الدولي، الصالتان 4 و4إس        | مدريد                         | إسبانيا                  | MAD         | صالتا ركاب جديدتان                     | 57٬891٬340                                  | 2006                                         | 8.7                                                                                 | 12.7                                                                     |
| مطار آل مكتوم الدولي                                            | دبي                           | الإمارات العربية المتحدة | DWC         | مطار جديد                              | 410٬278 (متوقع: 260 مليون)                  | 2010                                         | 32                                                                                  | 43.7                                                                     |
| مطار أثينا الدولي                                               | أثينا                         | اليونان                  | ATH         | مطار جديد                              | 16٬225٬885                                  | 2001                                         | 3                                                                                   | 4.9                                                                      |
| مطار أوكلاند الدولي                                             | أوكلاند                       | نيوزيلندا                | AKL         | صالة ركاب جديدة، ممر جديد              |                                             | 2028-2029 (متوقع)                            | 2.4                                                                                 |                                                                          |
| توسعة مطار البحرين الدولي                                       | البحرين                       | البحرين                  | BAH         | صالة ركاب جديدة                        |                                             | 2021                                         | 1.1                                                                                 | 1.2                                                                      |
| مطار بكين العاصمة الدولي - صالة الركاب 3                        | بكين                          | الصين                    | PEK         | صالة ركاب جديدة                        | 50,000,000                                  | 2008                                         | 3.8                                                                                 | 5.3                                                                      |
| مطار بكين داشينغ الدولي                                         | بكين                          | الصين                    | PKX         | مطار جديد                              | 25,051,012                                  | 2019                                         | 17                                                                                  | 20.4                                                                     |
| مطار برلين براندنبرغ                                            | برلين                         | ألمانيا                  | BER         | مطار جديد                              | 28٬000٬000 (expected)                       | 2020                                         | 10 (اعتباراً من 2018)                                                                |                                                                          |
| ميناء الاتصالات المركزي                                         | وارسو                         | بولندا                   | N/A         |                                        | ≈45,000,000 (متوقع)                         | 2027 (متوقع)                                 | 4.2-5.0 (متوقع، دون مرافق السكك الحديدية والطريق)                                   |                                                                          |
| مطار شانغي صالة الركاب 3                                        | سنغافورة                      | سنغافورة                 | SIN         | صالة ركاب جديدة                        | 22٬000٬000                                  | 2008                                         | 1.4                                                                                 | 1.9                                                                      |
| مطار شانغي صالة الركاب 4                                        | سنغافورة                      | سنغافورة                 | SIN         | صالة ركاب جديدة                        | 65٬628٬000                                  | 2017                                         | 1                                                                                   |                                                                          |
| مطار باريس شارل ديغول                                           | باريس                         | فرنسا                    | CDG         | مطار جديد                              | 26,196,575 اعتباراً من 2021                  | 1973                                         | 0.27                                                                                | 1.4                                                                      |
| مطار تشنغدو تيانفو الدولي                                       | تشنغدو                        | الصين                    | TFU         | مطار جديد                              | 4,354,758 اعتباراً من 2021                   | 2021                                         | 10.8                                                                                | 12                                                                       |
| مطار تشيناي غرينفيلد، بارادور                                   | تشيناي                        | الهند                    | N/A         | مطار جديد                              | 100٬000٬000 (متوقع)                         | غير واضح                                     | 2.5 (20000 كرور روبية)                                                              |                                                                          |
| مطار ثيوداد ريال المركزي                                        | ثيوداد ريال                   | إسبانيا                  | CQM         | مطار جديد                              | توقفت العمليات في 2012 (متوقع: 10 مليون)    | 2009                                         | 1.41                                                                                |                                                                          |
| مطار كومودورو أرتورو ميرينو بينيتيز الدولي: المحطة الدولية      | سانتياغو                      | تشيلي                    | SCL         | صالة ركاب جديدة                        | 30٬000٬000                                  | 2022[هل يوثق بهذا المصدر؟]                   | 0.99                                                                                |                                                                          |
| مطار دالاس فورت ورث الدولي                                      | منطقة دالاس فورت وورث الحضرية | الولايات المتحدة         | DFW         | مطار جديد                              | 62,465,756 اعتباراً من 2021                  | 1973                                         | 0.7                                                                                 | 3.7                                                                      |
| مطار دالاس فورت وورث الدولي، مبنى الركاب إف؛ تجديد شامل         | منطقة دالاس فورت وورث الحضرية | الولايات المتحدة         | DFW         | صالة ركاب جديدة؛ توسعة المحطة؛ تجديدات |                                             | 2028 أو 2033 (متوقع)                         | 4.8                                                                                 |                                                                          |
| مطار دنفر الدولي                                                | دنفر                          | الولايات المتحدة         | DEN         | مطار جديد                              | 50٬167٬485                                  | 1995                                         | 4.8                                                                                 | 8.8                                                                      |
| مطار دبي الدولي، صالة الركاب 3                                  | دبي                           | الإمارات العربية المتحدة | DXB         | صالة ركاب جديدة                        |                                             | 2008                                         | 4.5                                                                                 | 6.3                                                                      |
| مطار فيليبي أنجيليس الدولي                                      | مدينة مكسيكو                  | المكسيك                  | NLU         | مطار جديد                              |                                             | 2022                                         | 3.68                                                                                |                                                                          |
| مطار جورج بوش الدولي، بناء صالة ركاب دولية                      | هيوستن                        | الولايات المتحدة         | IAH         | إعادة تطوير و/أو توسيع صالة الركاب     |                                             | غير واضح                                     | 1.2 (اعتباراً من أكتوبر 2019)                                                        |                                                                          |
| مطار قوانغتشو باييون الدولي                                     | قوانغتشو                      | الصين                    | CAN         | مطار جديد                              | 59٬732٬147                                  | 2004                                         | 2.39                                                                                | 3.7                                                                      |
| مطار حمد الدولي                                                 | الدوحة                        | قطر                      | DOH         | مطار جديد                              |                                             | 2014                                         | 15.5                                                                                | 19.7                                                                     |
| مطار هاري ريد الدولي (مطار ماكاران الدولي حينها)، صالة الركاب 3 | لاس فيغاس                     | الولايات المتحدة         | LAS         | صالة ركاب جديدة                        |                                             | 2012                                         | 2.4                                                                                 | 3.1                                                                      |
| مطار شاه جلال الدولي، صالة الركاب 3                             | دكا                           | بنغلاديش                 | DAC         | صالة ركاب جديدة                        | 12,000,000 إضافي (متوقع)                    |                                              | 2.53 (اعتباراً من 2019)                                                              |                                                                          |
| مطار هونغ كونغ الدولي                                           | هونغ كونغ                     |                          | HKG         | مطار جديد                              | 70٬502٬000                                  | 1998                                         | 20[هل يوثق بهذا المصدر؟]                                                            | 34.9                                                                     |
| صالة الركاب رقم 5 بمطار هيثرو                                   | لندن                          | المملكة المتحدة          | LHR         | صالة ركاب جديدة                        | 32,100,000 اعتباراً من 2018                  | 2008                                         | 7.9                                                                                 | 11                                                                       |
| مطار إنتشون الدولي                                              | سول                           | كوريا الجنوبية           | ICN         | مطار جديد                              | 28٬677٬161                                  | 2001 (مرحلة 1) 2008 (مرحلة 2) 2017 (مرحلة 3) | 5 (مرحلة 1) 2.6 (مرحلة 2) 3.54 (مرحلة 3)                                            | 8.2 (مرحلة 1) 3.6 (مرحلة 2) 4.3 (مرحلة 3)                                |
| مطار إسطنبول                                                    | إسطنبول                       | تركيا                    | IST         | مطار جديد                              | 76٬236٬980                                  | 2018                                         | 29 (بما في ذلك المشاريع الجانبية)                                                   | 34.7                                                                     |
| مطار جون إف كينيدي الدولي، صالة الركاب 1 (الجديدة)              | نيويورك                       | الولايات المتحدة         | JFK         | صالة ركاب جديدة                        |                                             | متوقع: 2026 (مرحلة 1) 2030 (اكتمال العمل)    | 9.5                                                                                 |                                                                          |
| مطار جون إف كينيدي الدولي، صالة الركاب 6 (الجديدة)              | نيويورك                       | الولايات المتحدة         | JFK         | صالة ركاب جديدة                        |                                             | متوقع: 2026 (مرحلة 1) 2028 (اكتمال العمل)    | 4.2 (مرحلة 1)                                                                       |                                                                          |
| مطار كانساي الدولي                                              | أوساكا                        | اليابان                  | KIX         | مطار جديد                              | 27٬987٬564                                  | 1994                                         | 20 (اعتباراً من 2008)                                                                | 27.8 (وفق حساب التضخم في 2008)                                           |
| مطار كانساس سيتي الدولي                                         | كانساس سيتي                   | الولايات المتحدة         | MCI         | صالة ركاب جديدة (استبدال)              |                                             | 2023                                         | 1.5                                                                                 |                                                                          |
| مطار كيرتاجاتي الدولي                                           | مقاطعة ماجالينغكا             | إندونيسيا                | KJT         | مطار جديد                              | 29٬000٬000 (متوقع)                          | 2018                                         | 15                                                                                  | 17.9                                                                     |
| مطار الملك عبد العزيز الدولي                                    | جدة                           | السعودية                 | JED         | مطار جديد                              | 18٬000٬000                                  | 1981                                         | 7.2                                                                                 |                                                                          |
| مطار الملك شاكا الدولي                                          | ديربان                        | جنوب إفريقيا             | DUR         | مطار جديد                              | 7٬500٬000                                   | 2010                                         | 1                                                                                   | 1.4                                                                      |
| مطار كوالالمبور الدولي                                          | كوالالمبور                    | ماليزيا                  | KUL         | مطار جديد                              | 52٬643٬511                                  | 1998                                         | 3.5                                                                                 |                                                                          |
| مطار كوالانامو الدولي                                           | ميدان                         | إندونيسيا                | KNO         | مطار جديد                              | 12٬245٬116                                  | 2013                                         | 4.4                                                                                 |                                                                          |
| مطار الكويت الدولي، صالة الركاب 2                               | مدينة الكويت                  | الكويت                   | KWI         | صالة ركاب جديدة                        | 25,000,000 مسافر إضافي (تقدير)              | 2024 (متوقع)                                 | 5                                                                                   |                                                                          |
| مطار لاغوارديا                                                  | نيويورك                       | الولايات المتحدة         | LGA         | تجديد                                  | 15٬601٬063                                  | 2025 (متوقع)                                 | 8                                                                                   |                                                                          |
| مطار لونغ ثانه الدولي                                           | مدينة هو تشي منه              | فيتنام                   | N/A         | مطار جديد                              | 100٬000٬000 (متوقع)                         | 2025 (متوقع)                                 | 10                                                                                  |                                                                          |
| مطار لوس أنجلوس الدولي                                          | لوس أنجلوس                    | الولايات المتحدة         | LAX         | تطوير وتوسعة                           |                                             |                                              | 14                                                                                  |                                                                          |
| مطار نيو أورلينز لويس أرمسترونغ الدولي (صالة الركاب الجديدة)    | نيو أورليانز                  | الولايات المتحدة         | MSY         | صالة ركاب جديدة                        |                                             | 2019                                         | 1.3                                                                                 | 1.5                                                                      |
| برنامج تحويل مطار مانشستر                                       | مانشستر                       | المملكة المتحدة          | MAN         | صالة ركاب جديدة                        |                                             | 2025 (متوقع)                                 | 1.6 (ما يعادل 1.3 مليار جنيه إسترليني اعتباراً من 2023)                              |                                                                          |
| مطار ميونخ                                                      | ميونخ                         | ألمانيا                  | MUC         | مطار جديد                              |                                             | 1992                                         | 5.17                                                                                | 10.08                                                                    |
| مطار ناشفيل الدولي، رؤية المطار                                 | ناشفيل (تينيسي)               | الولايات المتحدة         | BNA         | تجديد                                  |                                             | 2023 (متوقع)                                 | 1.5                                                                                 |                                                                          |
| مطار ناشفيل الدولي، نيو هورايزون                                | ناشفيل (تينيسي)               | الولايات المتحدة         | BNA         | توسيع صالة الركاب؛ تحسينات أخرى        |                                             | 2028 (متوقع)                                 | 1.4                                                                                 |                                                                          |
| مطار نافي مومباي الدولي                                         | مومباي                        | الهند                    | NMU         | مطار جديد                              | 60٬000٬000 (متوقع)                          | 2024 (متوقع)                                 | 2                                                                                   |                                                                          |
| مطار إسلام آباد الدولي الجديد                                   | إسلام آباد                    | باكستان                  | IBD         | مطار جديد                              | 5٬140٬585                                   | 2018                                         | 3.91                                                                                | 4.7                                                                      |
| مطار لشبونة الجديد                                              | لشبونة                        | البرتغال                 | N/A         |                                        | 50٬000٬000 (متوقع)                          | 2035 (متوقع)                                 | 4.5                                                                                 |                                                                          |
| مطار مدينة مكسيكو الجديد الدولي                                 | مدينة مكسيكو                  | المكسيك                  |             |                                        | توقفت العمليات في 2018 (متوقع: 125 مليوناً)  | 2018                                         | 13                                                                                  |                                                                          |
| مطار نيوارك ليبرتي الدولي، صالة الركاب إيه                      | نيوآرك (نيو جيرسي)؛ نيويورك   | الولايات المتحدة         | EWR         | استبدال صالة الركاب                    |                                             | 2023                                         | 2.7                                                                                 |                                                                          |
| مطار نيوآرك ليبرتي الدولي؛ صالة الركاب سي                       | نيوآرك (نيو جيرسي)؛ نيويورك   | الولايات المتحدة         | EWR         | تجديد وتوسعة صالة الركاب               | 33٬399٬207                                  | 2003                                         | 1.2                                                                                 | 1.9                                                                      |
| مطار أوهير الدولي                                               | شيكاغو                        | الولايات المتحدة         | ORD         | توسعة                                  |                                             | 2028 (متوقع)                                 | 8.7 (اعتباراً من مارس 2019)                                                          |                                                                          |
| مطار أورلاندو الدولي، صالة الركاب سي                            | أورلاندو (فلوريدا)            | الولايات المتحدة         | MCO         | صالة ركاب جديدة                        |                                             | 2022                                         | 2.8                                                                                 |                                                                          |
| مطار سولت ليك سيتي الدولي                                       | سولت ليك سيتي                 | الولايات المتحدة         | SLC         | تجديد وتوسعة                           |                                             | 2024 (متوقع)                                 | 4.1 (اعتبارًا من يناير 2020)                                                         |                                                                          |
| مطار شينزين باوان الدولي، صالة الركاب البديلة                   | شينزين                        | الصين                    | SZX         | استبدال صالة الركاب                    |                                             | 2013                                         | 1.4                                                                                 | 1.8                                                                      |
| مطار شينزين باوان الدولي، الممر الثالث                          | شينزين                        | الصين                    | SZX         | ممر جديد                               |                                             | 2025 (متوقع)                                 | 1.76                                                                                |                                                                          |
| مطار سوفارنابومي الدولي                                         | بانكوك                        | تايلاند                  | BKK         |                                        | 55٬892٬428                                  | 2006                                         | 3.8                                                                                 | 5                                                                        |
| مطار تاويوان الدولي، صالة الركاب 3                              | تايبيه                        | تايوان                   | TPE         | صالة ركاب جديدة                        |                                             | المرحلة الأولى: 2024 (متوقع)                 | 3.13 (اعتباراً من نوفمبر 2022)                                                       |                                                                          |
| مطار غرب سيدني                                                  | سيدني                         | أستراليا                 | WSI (مؤقتاً) | مطار جديد                              | 10,000,000 (مبدئياً) 82,000,000 (بحلول 2036) | 2026 (متوقع)                                 | 3.3                                                                                 |                                                                          |

- مطار كانساي الدولي
- مطار لوس أنجلوس الدولي
- مطار جون إف كينيدي الدولي
- مطار هارتسفيلد جاكسون، الأكثر ازدحاماً في العالم.
- مطار هيثرو، لندن
- مطار أوهير
- مطار دنفر الدولي
- صالة الركاب رقم 3 في مطار سوكارنو هاتا الدولي